# کایو کاسترو
کایو کاسترو (انگلیسی: Caio Castro؛ زادهٔ ۲۲ ژانویهٔ ۱۹۸۹) یک هنرپیشه اهل برزیل است. وی از سال ۲۰۰۸ میلادی تاکنون مشغول فعالیت بوده‌است.